# Rammegård
Rammegård er en herregård i Ramme Sogn, i Lemvig Kommune i Vestjylland. Den ligger lidt sydvest for landsbyen Ramme, vest for Ramme Å. Den er kendt tilbage til 1493 hvor den tilhørte Anders Spend. Den nuværende hovedbygning er fra 1916 opført af J.L. Laursen, der da ejede den.

## Ejere
- Anders Spend 1493
- Han søn Anders Spend 1514
- 1546 Jens Spend († 1586)
- Iver Skram til Voldbjerg.
- Sønnen Erik Skram († 1607)
- Enken Anne Vind.
- Deres Datter Marine Skram († 1673) som blev gift med:
  - 1) Hartvig Huitfeldt, der 1631 ejede Rammegård.
  - 2) 1661 med B. G. v. Obelitz († 1707), til hvem hun skødede den 1662.
- Han solgte den (28 Tdr. Hartkorn) med en del gods i 1682 til Christian Juel til Rysensteen, og den hørte indtil 1798 til Baroniet Rysensteen.
- Baron O. H. Juel solgte Rammegård med Herpinggård, bøndergods og tiender (424 Td. Hartkorn.) for 122.000 Rigsdaler til
- Kammerherre P.S. Fønss til Løvenholm og U. Chr. von Schmidten til Urup. Sidstnævnte overdrog i 1802 sin del til Fønss, der skødede godset for 18.000 Rd. til
- 1808 Birkeskriver Arnt Peter Warelmann,
- 1808 Byfoged Fr. Chr. Schønau
- P. Høegh til Rysensteen;
- 1846 H. C. Høegh (søn).
- 1877 Pastor Raa;
- 1878 H. Jørgensen og C. Ebbensgaard til Hanbjerg Hovedgård.

- 1985 Kristian Brokman I/S